# Драммонд (Айдахо)
Драммонд (англ. Drummond) — місто в окрузі Фремонт, штат Айдахо, США. Згідно з переписом 2010 року населення становило 16 осіб, що на 1 особу більше, ніж 2000 року.

## Географія
Драммонд розташований за координатами 43°59′58″ пн. ш. 111°20′36″ зх. д. / 43.99944° пн. ш. 111.34333° зх. д. (43.999569, -111.343376).  За даними Бюро перепису населення США в 2010 році місто мало площу 0,26 км², уся площа — суходіл. В 2017 році площа становила 0,25 км², уся площа — суходіл.

## Демографія

### Перепис 2010 року
За даними перепису 2010 року, у місті проживало 16 осіб у 8 домогосподарствах у складі 3 родин. Густота населення становила 61,8 ос./км². Було 10 помешкань, середня густота яких становила 38,6/км². Расовий склад міста: 93,8% білих і 6,3% людей, які зараховують себе до двох або більше рас.
Із 8 домогосподарств 12,5% мали дітей віком до 18 років, які жили з батьками; 37,5% були подружжями, які жили разом, а 62,5% не були родинами. 50,0% домогосподарств складалися з однієї особи, у тому числі 37,5% віком 65 і більше років. У середньому на домогосподарство припадало 2,00 мешканця, а середній розмір родини становив 3,33 особи.
Середній вік жителів міста становив 51,5 року. Із них 18,7% були віком до 18 років; 0,1% — від 18 до 24; 25,1% від 25 до 44; 18,8% від 45 до 64 і 37,5% — 65 років або старші. Статевий склад населення: 50,0% — чоловіки і 50,0% — жінки.

### Перепис 2000 року
За данимиперепису 2000 року, у місті проживало 15 осіб у 7 домогосподарствах у складі 3 родин. Густота населення становила 52,7 ос./км². Було 12 помешкань, середня густота яких становила 42,1/км². Расовий склад міста: 100,00% білих.Іспанці та латиноамериканці незалежно від раси становили 6,67% населення.
Із 7 домогосподарств жодне не мало дітей віком до 18 років, які жили з батьками; 28,6% були подружжями, які жили разом; 14,3% мали господиню без чоловіка, і 57,1% не були родинами. 42,9% домогосподарств складалися з однієї особи, у тому числі жодної віком 65 і більше років. У середньому на домогосподарство припадало 2,14 мешканця, а середній розмір родини становив 3,00 особи.
Віковий склад населення: 6,7% віком до 18 років, 20,0% від 18 до 24, 33,3% від 25 до 44, 26,7% від 45 до 64 і 13,3% від 65 років і старші. Середній вік жителів — 42 року. Статевий склад населення: 53,3 % — чоловіки і 46,1 % — жінки.
Середній дохід домогосподарств у місті становив $12 500, родин — $52 917. Середній дохід чоловіків становив $36 250 проти $0 у жінок. Дохід на душу населення в місті був $15 164. 35,7% населення перебували за межею бідності, включаючи жодного до 18 років і жодного від 65 і старших.